# Ludo van Bronkhorst Sandberg

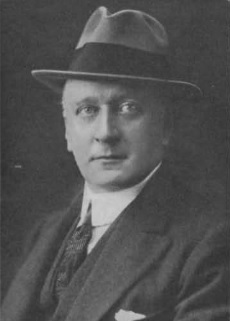
Ludo van Bronkhorst Sandberg

Jhr. mr. Ludo van Bronkhorst Sandberg (Apeldoorn, 16 april 1874 - 's-Gravenhage, 26 december 1940) was een lid van de Nederlandse Raad van State.

## Biografie
Sandberg werd geboren als jhr. Ludo Sandberg, als lid van de familie Sandberg en zoon van jhr. Henri François Maria Elisa Sandberg (1847-1919), intendant van het Loo en van Soestdijk, lid van de gemeenteraad van Apeldoorn, en jkvr. Suzanna Elisabeth Christina van Bronkhorst (1844-1923), laatste telg van het adellijke geslacht Van Bronkhorst. Hij trouwde in 1899 met jkvr. Catharina Johanna Godin de Beaufort (1878-1906), lid van de familie De Beaufort en dochter van Tweede Kamerlid jhr. mr. Karel Antonie Godin de Beaufort; uit dit huwelijk werden geen kinderen geboren. Zijn broer jhr. mr. Willem Bernardus Sandberg (1876-1918) was burgemeester van onder andere Haarlem.
Na zijn studie rechten aan de Rijksuniversiteit Utrecht, waar hij in 1899 op stellingen promoveerde, ging hij werken als advocaat en procureur waarna hij in 1902 ambtenaar werd bij de Provinciale Griffie te Middelburg. In 1907 veranderde hij van baan en werd referendaris bij de Raad van State. In 1917 werd hij, uitzonderlijk jong voor een dergelijke functie, lid van die raad wat hij bleef tot aan zijn overlijden.
Sandberg had verschillende nevenfuncties; het langst was hij lid van het College van Curatoren Rijksuniversiteit Utrecht (van 1923 tot 1937).
Bij KB van 23 juli 1884 kreeg Sandberg naamswijziging tot Van Bronkhorst Sandberg. In 1923 werd hij benoemd tot ridder in de Orde van de Nederlandse Leeuw.